# ابراهیم نصیری

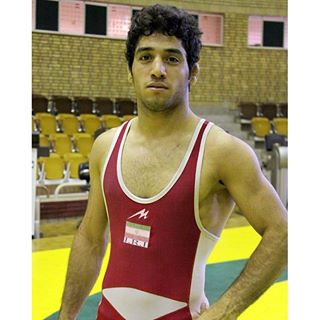

ابراهیم نصیری افراچالی (زادهٔ ۱۴ مرداد ۱۳۷۰ در ساری) است او  کشتی‌گیر آزادکارایرانی وزن ۶۵ کیلوگرم و همچنین نائب قهرمان جوانان جهان می باشد.

## افتخارات
رده سنی نونهالان
- برنز قهرمانی نونهالان کشور _مرکزی

```
 رده سنی نوجوانان 
```

- عنوان دار تمام جام‌های معتبر کشور در رده نوجوانان

۲۰۰۸ نقره نوجوانان آسیا (ازبکستان) وزن ۵۸
۲۰۰۸ طلا جام مشفق علیف آذربایجان وزن ۵۸
```
  رده سنی جوانان 
```

- عنوان دار تمام جام‌های معتبر کشور در رده جوانان

۲۰۱۱ طلای جام سیراکوف بلغارستان در وزن ۶۵ کیلو
۲۰۱۱ نقره جوانان جهان رومانی _ بخارست وزن ۶۵ کیلو

### رده سنی بزرگسالان
- عنوان دار تمام جام‌های معتبر کشور در رده بزرگسالان

۲۰۱۰ طلا وزن ۶۰ کیلوگرم در اولین دوره مسابقات بین‌المللی جام امامعلی حبیبی و عبداالله موحد (قایمشهر - ایران)
۲۰۱۳ برنز قهرمانی کشور _ تهران
در سال ۲۰۱۲ و ۲۰۱۳ به دلیل انجام وظیفه خدمت مقدس سربازی و مشکل خروج از کشور

## نصیری با ناداوری به مدال نقره دست یافت
دارنده مدال نقره جوانان جهان گفت: در دیدار فینال بر اثر اشتباه فردی و داوری مدال طلا را از دست دادم.
ابراهیم نصیری کشتی‌گیر آزادکار وزن ۶۶ کیلوگرم در گفتگو با روابط عمومی فدراسیون کشتی با بیان این مطلب افزود: تا کشتی فینال مبارزات خوبی را به نمایش گذاشتم و تلاش کردم که یک لحظه کم نگذارم.
وی ادامه داد: در دیدار فینال همه دیدند که حریف روس حرفی برای گفتن نداشت اما به کمک داوران و در حالی ۳ بر صفر بازنده بود در نهایت صاحب مدال طلا در تایم سوم شد.
نصیری تصریح کرد: البته خودم همه در لحظات پایانی اشتباه کردم باید کشتی را اداره می‌کردم و نباید احساساتی می‌شدم.
وی در پایان با تشکر از تمامی مسئولان، اعضای کادرفنی و پزشکی تیم ایران خاطر نشان کرد: امیدوارم با کسب یک مدال خوشرنگ در رده ای بزرگسالان این مدال نقره رقابتهای جهانی رومانی را جبران کنم.
http://www.iawf.ir/Contents/26216/ابراهیم%20نصیری%20مدال%20طلایم%20تقدیم%20حریف%20روسی%20شد-.aspx

## مشکل خروج از کشور
نصیری به دلیل عدم صدور روادید به آمریکا نمی‌رود
به گفته علی بیات، سرپرست تیم ملی کشتی آزاد عدم صدور روادید مانع اصلی اعزام ابراهیم نصیری به عنوان نفر دوم وزن ۶۵ کیلوگرم به جام جهانی بوده است.
https://www.tasnimnews.com/fa/news/1392/12/09/297844/نصیری-به-دلیل-عدم-صدور-روادید-به-آمریکا-نمی-رود